# الملونين

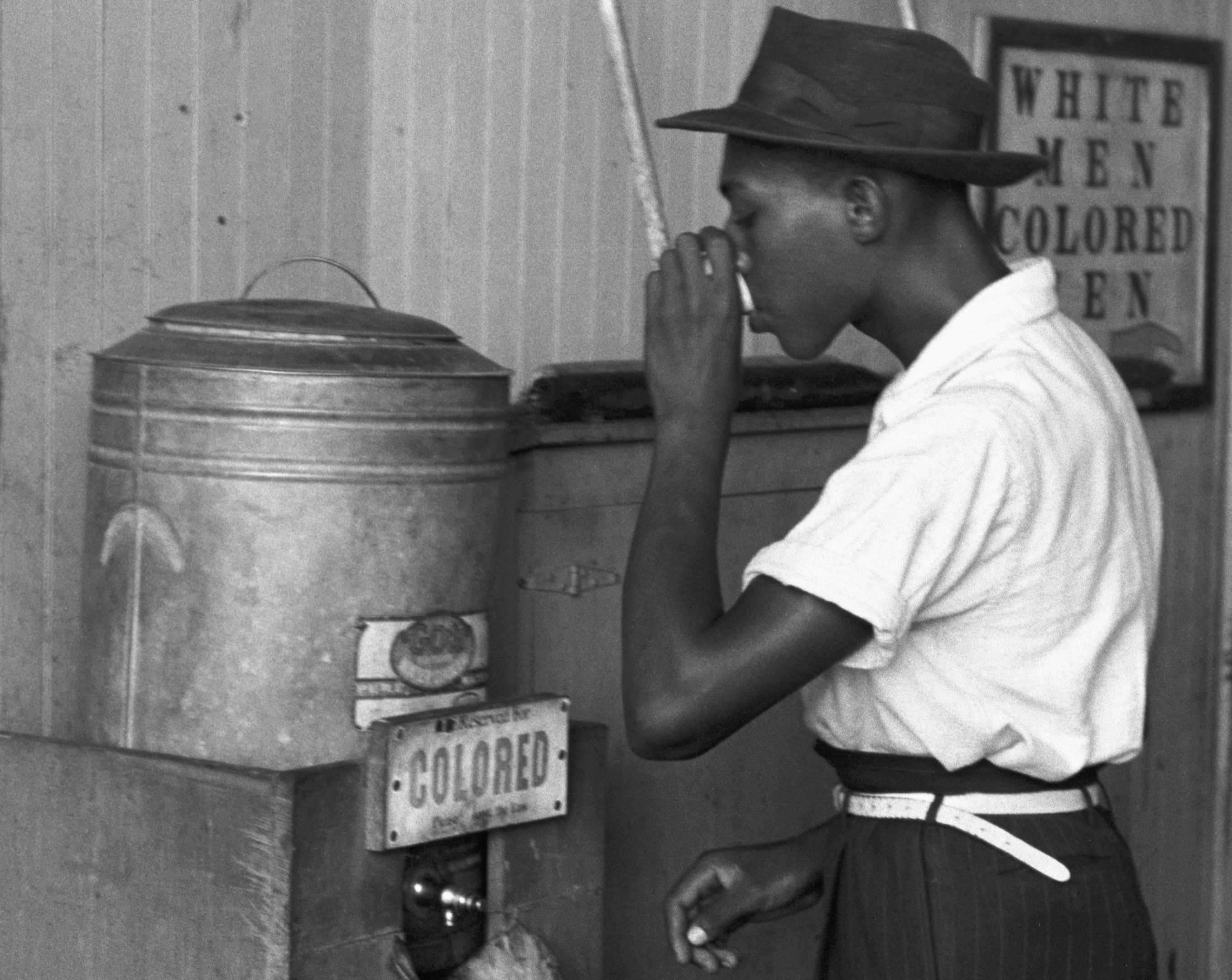
تفاصيل صورة تاريخية تُظهر الاستخدام التاريخي للمصطلح في الولايات المتحدة على عكس "الأبيض"

الملونين (بالإنجليزية: Colored)‏ هو وصف عرقي يُستخدم تاريخيًا في الولايات المتحدة (في الغالب خلال عصر جيم كرو) وبلدان أخرى. في العديد من هذه الأماكن، يمكن اعتبارها الآن افتراءًا عرقيًا،  الرغم من أنه اكتسب معنى خاصًا في جنوب إفريقيا. تاريخيًا، يشير المصطلح إلى الأفراد غير البيض عمومًا. 